# 沈守峰
沈守峰（韓語：심수봉，1955年7月11日—），原名沈玟卿（韓語：심민경），韩国歌手。1978年就读明知大学时，在文化放送大学歌唱比赛（韓語：MBC 대학가요제）中崭露头角，演唱了自己的创作歌曲《那时那个人》（그때 그사람）。沈守峰也是1979年韩国总统朴正熙被刺杀的目击证人之一。